# Suzanne Pleshette
Suzanne Pleshette, née le 31 janvier 1937 à Brooklyn, quartier de New York, dans l'État du même nom, et morte le 19 janvier 2008 à Los Angeles, en Californie, est une actrice américaine.
Elle a joué pour le théâtre, le cinéma et la télévision.

## Biographie

### Jeunesse

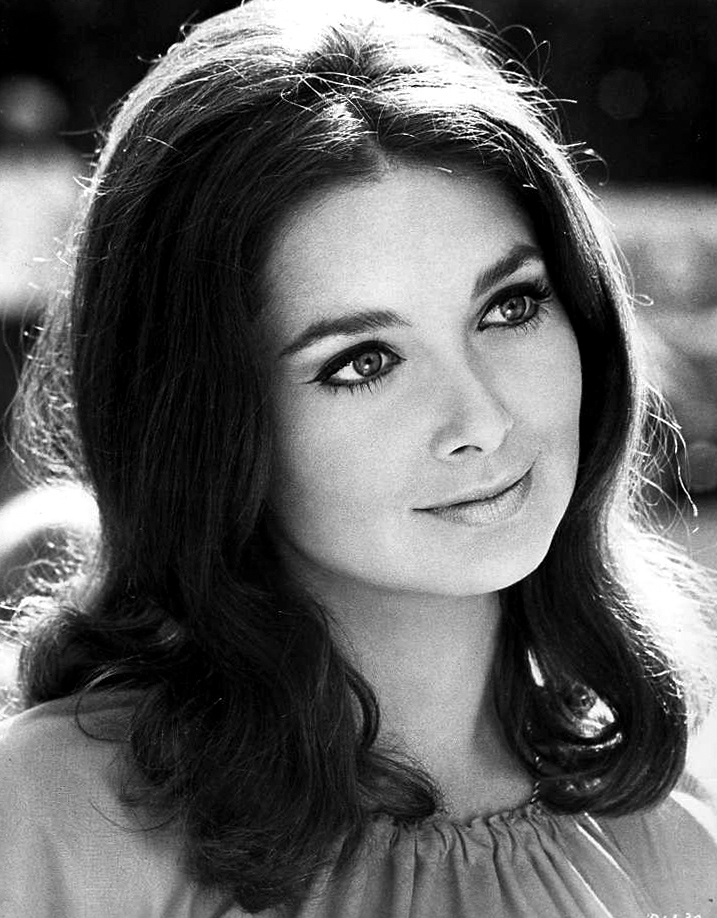
Suzanne Pleshette en 1969.

Suzanne Pleshette est née le 31 janvier 1937 à Brooklyn, quartier de New York, dans l'État de New York, aux (États-Unis). Ses grands-parents étaient des immigrants juifs, trois d'entre eux en provenance de Russie et l'un d'entre eux d'Autriche-Hongrie. Sa mère, Géraldine (née Kaplan), était une danseuse et artiste, et son père, Eugène Pleshette, était un régisseur, directeur de réseau et directeur du cinéma Paramount de Brooklyn. Elle est diplômée de l'école secondaire de Manhattan des arts du spectacle et a ensuite fréquenté l'université de Syracuse pour un semestre avant de fréquenter le Finch College,.

### Famille
Elle était la cousine de l'acteur John Pleshette.

### Carrière
Après avoir commencé sa carrière au théâtre, elle a fait ses débuts à Broadway en 1957.
Elle est apparue dans des films au début des années 1960, comme Amours à l'italienne (Rome Adventure) (1962) de Delmer Daves et Les Oiseaux d'Alfred Hitchcock (1963). Plus tard, elle apparaît dans différentes productions de télévision, souvent dans des rôles secondaires, et a joué le rôle de Emily Hartley dans Le Bob Newhart Show à partir de 1972 jusqu'en 1978, recevant plusieurs nominations aux Emmy Awards pour son travail.
Au fil de sa carrière, dirigée par Raoul Walsh, Henry Hathaway, Roger Corman ou Byron Haskin, elle a eu pour partenaires Tony Curtis, Steve McQueen, Rock Hudson, Burt Reynolds et James Garner, mais aussi Peter Ustinov, Maximilian Schell et Max von Sydow, Ray Milland, Roy Thinnes et Melanie Griffith. Très populaire dans les comédies de Disney avec Dean Jones, elle prêta sa voix aux films d'animation Le Voyage de Chihiro et  Le Roi lion 2 : L'Honneur de la tribu.

### Vie privée
Pleshette s'est mariée en 1964 à Rome avec Troy Donahue, le mariage a duré huit mois. Son deuxième mariage est avec un entrepreneur de pétrole texan Tom Gallagher, avec qui elle est restée mariée de 1968 jusqu'à la mort de celui-ci d'un cancer du poumon le 21 janvier 2000. Elle fait une fausse couche lors de son mariage avec Gallagher, et le couple n'a jamais eu d'enfant.
En 2001, elle a épousé Tom Poston. Ils sont restés mariés jusqu'à la mort de celui-ci par insuffisance respiratoire à Los Angeles le 30 avril 2007.

### Décès
Elle a continué à tourner jusqu'en 2004, et est décédée le 19 janvier 2008 à Los Angeles en Californie, aux (États-Unis), des suites d'un cancer du poumon. Elle est enterrée au Hillside Memorial Park.

## Filmographie

### Au cinéma
- 1958 : Le Kid en kimono (The Geisha Boy) de Hal Walker : Sgt. Pearson
- 1962 : Amours à l'italienne (Rome Adventure) de Delmer Daves : Prudence Bell
- 1962 : 40 Pounds of Trouble : Chris Lockwood
- 1963 : Les Oiseaux (The Birds), d'Alfred Hitchcock : Annie Hayworth
- 1963 : Wall of Noise : Laura Rubio
- 1964 : La Charge de la huitième brigade (A Distant Trumpet), de Raoul Walsh : Mrs. Kitty Mainwarring
- 1964 : Fate Is the Hunter de Ralph Nelson : Martha Webster
- 1964 : Youngblood Hawke, de Delmer Daves : Jeanne Green
- 1965 : À corps perdu (A Rage to Live), de Walter Grauman : Grace Caldwell Tate
- 1966 : Quatre Bassets pour un danois (The Ugly Dachshund), de Norman Tokar : Fran Garrison
- 1966 : Nevada Smith, de Henry Hathaway : Pilar
- 1966 : Mister Buddwing, de Delbert Mann : Fiddle Corwin / Grace #2
- 1967 : L'Honorable Griffin (The Adventures of Bullwhip Griffin), de James Neilson : Arabella Flagg
- 1968 : Le Fantôme de Barbe-Noire (Blackbeard's Ghost), de Robert Stevenson : Prof. Jo Anne Baker
- 1968 : La Guerre des cerveaux (The Power), de Byron Haskin : Professeur Margery Lansing
- 1969 : Istanbul, mission impossible (Target: Harry) de Roger Corman : Diane Reed
- 1969 : Mardi, c’est donc la Belgique (If It's Tuesday, This Must Be Belgium), de Mel Stuart : Samantha Perkins
- 1970 : Trois Réservistes en java (Suppose They Gave a War and Nobody Came?), de Hy Averback : Ramona
- 1971 : Tueur malgré lui (Support Your Local Gunfighter), de Burt Kennedy : Patience Barton
- 1976 : Un candidat au poil (The Shaggy D.A.), de Robert Stevenson : Betty Daniels
- 1979 : Les Fourgueurs (en) (Hot Stuff) de Dom DeLuise : Louise Webster
- 1980 : Oh, God! Book 2 de Gilbert Cates : Paula Richards
- 1998 : Le Roi lion 2 (The Lion King II: Simba's Pride) (vidéo) : Zira (voix)
- 2001 : Le Voyage de Chihiro (千と千尋の神隠し : Sen to Chihiro no Kamikakushi), de Hayao Miyazaki : Yubaba/Zeniba (voix)

### À la télévision
- 1960 : Alfred Hitchcock présente (Alfred Hitchcock presents)- "Auto-stop" (Hitch hike) : la nièce
- 1965 : Les Mystères de l'Ouest (Wild Wild West) - Saison 1, épisode 1 (The Night of the Inferno) : Lydia Monteran
- 1967 : Wings of Fire : Kitty Sanborn
- 1967 : Les Envahisseurs (The Invaders) - (Saison 1, épisode 3 : The Mutation) : Vikki
- 1968 : Flesh and Blood : Nona
- 1968 : Les Envahisseurs (The Invaders) - (Saison 2, épisode 25 : The Fugitive) : Anne Gibbs
- 1970 : Along Came a Spider : Anne Banning / Janet Furie
- 1970 : La Chasse infernale (Hunters Are for Killing) : Barbara Soline
- 1971 : River of Gold : Anna
- 1971 : In Broad Daylight : Kate Todd
- 1971 : Columbo : Poids mort (Dead Weight) (série) : Helen Stewart
- 1975 : The Legend of Valentino : June Mathis
- 1976 : Law and Order : Karen Day
- 1976 : Richie Brockelman: The Missing 24 Hours : Elizabeth Morton
- 1978 : Kate Bliss and the Ticker Tape Kid (en) : Kate Bliss
- 1979 : Flesh and Blood : Kate Fallon
- 1980 : If Things Were Different : Janet Langford
- 1981 : The Star Maker : Margot Murray
- 1982 : Help Wanted: Male : Laura Bingham
- 1982 : Terreur mortelle (Fantasies) : Carla Webber
- 1983 : Dixie: Changing Habits : Dixie Cabot
- 1983 : L'Une cuisine, l'autre pas (One Cooks, the Other Doesn't) : Joanne Boone
- 1984 : Suzanne Pleshette Is Maggie Briggs (en) (série) : Maggie Briggs
- 1984 : For Love or Money : Joanna Piper
- 1985 : Bridges to Cross : Tracy Bridges
- 1985 : Kojak The Belarus File : Dana Sutton
- 1986 : Bridges to Cross : Tracy Bridges
- 1987 : A Stranger Waits : Kate Bennington
- 1988 : Un quartier d'enfer (Alone in the Neon Jungle) : Capt. Janet Hamilton
- 1989 : Nightingales (série) : Christine Broderick
- 1990 : Leona Helmsley: The Queen of Mean : Leona Helmsley
- 1991 : The Bob Newhart Show 19th Anniversary Special : Emily Hartley
- 1992 : La Guerre des mamies (Battling for Baby) : Marie Peters
- 1993 : A Twist of the Knife : Dr Rachel Walters
- 1994 : Les Garçons sont de retour (The Boys Are Back) (série) : Jackie Hansen
- 2002 : Will et Grace : Lois Whitley
- 2003 : Touche pas à mes filles (8 Simple Rules) : Laura

## Voix francophones
| En France - Michèle Bardollet dans : - Le Kid en kimono - Touche pas à mes filles (série télévisée) - Paule Emanuele dans : - Les Oiseaux - L'Honorable Griffin - 40 Pounds of Trouble - Lily Baron dans : - Quatre Bassets pour un danois - Le Fantôme de Barbe-Noire | - Nicole Favart dans La Charge de la huitième brigade - Michèle Montel dans Nevada Smith - Jeanine Freson dans Columbo (série télévisée) - Élisabeth Wiener dans Le Roi lion 2 : L'Honneur de la tribu (voix) - Sylvie Ferrari dans Good Morning, Miami (série télévisée) Au Québec - Carole Chatel dans Le Roi lion 2 : La Fierté de Simba (voix) |